# ماركوس دبليو. روبرتسون
ماركوس دبليو. روبرتسون (بالإنجليزية: Marcus W. Robertson)‏ هو عسكري أمريكي، ولد في 12 فبراير 1870 في سوميكو في الولايات المتحدة، وتوفي في 24 مايو 1948 في بورتلاند في الولايات المتحدة.